# Abbaye de Haina
Pour les articles homonymes, voir Haina.
L'abbaye de Haina est une ancienne abbaye cistercienne à Haina.

## Histoire
Après la fondation d'une abbaye bénédictine sur l'Aulesburg vers 1140 par le comte Poppon de Reichenbach et son gendre Volkwin II de Schwalenberg, l'abbaye de Kamp cherche à s'installer dans la même région. Trois moines s'y essaient en 1144 mais échouent. Après des négociations, le monastère est vraiment fondé en 1188 en tant qu'abbaye-fille de l'abbaye d'Altenberg.
En 1201, l'abbaye acquiert des propriétés vers Haina sur 4 kilomètres le long de la Wohra. Le village est dissous et devient un domaine d'élevage pour les moines ; les six familles reçoivent des compensations. En 1215, le monastère d'Aulesburg est déplacé à Haina après que Henri II de Reichenbach ait redonné les possessions du monastère pour lui vendre le village de Haina. L'abbaye connaît une grande expansion économique et de ses domaines. Elle fournit de nombreux endroits en produits agricoles, comme la Hainer Hof à Francfort-sur-le-Main.
Vers 1216, commence la construction de l'église abbatiale gothique. Le chœur roman est consacrée en 1224, l'ensemble est achevé en 1328. Elle fait l'objet de nombreuses modifications pour respecter l'esthétique cistercienne. En 1744, on bâtit un clocher baroque à la croisée du transept ; la tour néogothique est construite en 1889 dans le cadre d'importants travaux de rénovation. Au XIIIe siècle et XIVe siècle, l'église reçoit de nombreuses décorations (vitraux, sculptures) soumises à l'esthétique cistercienne. Parmi les artistes, on trouve la signature de Tyle von Frankenberg.
Le landgrave Philippe de Hesse prononce la dissolution de l'abbaye lors de l'apparition de la Réforme protestante dans la région et fonde en août 1533 un hospice.
En 1539, l'anatomiste Johann Dryander y exerce, de 1540 à 1543 Wigand Lauze est surintendant. En 1542, le sculpteur Philipp Soldan crée le monument funéraire de Heinz von Lüder.
En 1869, l'hospice de Haina est déplacé à Cassel. En 1929, il devient un centre de soins infirmiers pour les malades mentaux. Au début de la Première Guerre mondiale, il accueille un lazaret pour une quarantaine de soldats. Entre 1909 et 1915, il y a en moyenne 900 patients et en 1919, 565. En 1914, 67 patients meurent sur 888 et en 1919, 149 morts sur 565 patients.
Dans les années 1920, l'activité hospitalière s'intensifie grâce à l'action de Herman Simon qui applique des méthodes modernes. Ainsi, dans les années 1930, on pratique l'électroconvulsivothérapie et la cure de Sakel.
En 1937, les nazis en font un centre important de leurs pratiques médicales. En 1939, on pratique l'euthanasie et la stérilisation.
Lorsque la Seconde Guerre mondiale éclate, l'abbaye accueille un lazaret de 562 lits. En 1941, il accueille 500 prisonniers de guerre et en 1943, les soldats allemands blessés.
Les patients indésirables sont déplacés, comme les juifs à Gießen. 434 patients vont à Idstein et à Weilmünster. Peu après, 411 autres sont envoyés à Hadamar. En avril 1944, dix-sept hommes partent être des travailleurs forcés à Mauthausen ; seuls deux survivent. Selon l'historienne Christina Vanja, le personnel n'est pas convaincu par l'hygiène de la race.
Après la guerre, l'abbaye demeure un hôpital psychiatrique. En 1953, de grands travaux sont faits pour être dans les standards d'hospitalisation contemporains. L'hôpital est aujourd'hui une propriété de la société Vitos.